# Alessandro Volta
Alessandro Giuseppe Antonio Anastasio Volta (18 de fevereiro de 1745 – 5 de março de 1827) foi um químico, físico e pioneiro da eletricidade e da potência, creditado como o inventor da pilha voltaica e o descobridor do metano. Ele inventou a pilha voltaica em 1799 e relatou os resultados de suas experiências em 1800 em uma carta de duas partes para o presidente da Royal Society. Com essa invenção, Volta provou que a eletricidade poderia ser gerada quimicamente e derrubou a teoria predominante de que a eletricidade era gerada apenas pelos seres vivos. A invenção de Volta provocou uma grande quantidade de excitação científica e levou outros a conduzir experimentos semelhantes que eventualmente levaram ao desenvolvimento do campo da eletroquímica.
Alessandro Volta atraiu admiração de Napoleão Bonaparte por sua invenção e foi convidado para o Institut de France para demonstrar sua invenção aos seus membros. Volta desfrutou de certa dose de proximidade com o imperador durante toda a sua vida e foi conferido numerosas honrarias por ele. Alessandro Volta ocupou a cadeira de física experimental na Universidade de Pavia por quase 40 anos e foi amplamente idolatrado por seus alunos.
Apesar de seu sucesso profissional, Volta tendeu a ser uma pessoa inclinada para uma vida fechada e isso foi mais aparente em seus últimos anos. Nesta época, ele tendia a viver isolado da vida pública e mais para o bem de sua família até a sua morte em 1827, a partir de uma série de doenças que começaram em 1823. A unidade SI de tensão elétrica é nomeada em sua homenagem como o volt.

## Vida pessoal e trabalhos iniciais
Alessandro Giuseppe Antonio Anastasio Volta nasceu e foi educado em Como, Ducado de Milão, onde se tornou professor de física na Escola Real em 1774. A sua paixão foi sempre o estudo da electricidade, e como um jovem estudante, ele escreve um poema em latim a respeito da sua nova e fascinante descoberta. De vi attractiva ignis electrici ac phaenomenis inde pendentibus foi o seu primeiro livro científico. Apesar da sua genialidade desde jovem, começou a falar somente aos quatro anos de idade.
Em 1751, com seis anos de idade, foi encaminhado pela família para a escola jesuítica, pois era de interesse familiar que seguisse carreira eclesiástica. Porém, em 1759, com quatorze anos decidiu estudar física, e dois anos depois abandonou a escola jesuítica e desistiu da carreira eclesiástica. Em 1775, aprimorou o eletróforo, uma máquina que produz electricidade estática.
Volta é comumente creditado como o inventor dessa máquina, que foi de fato inventada três anos antes.
Estudou a química de gases entre 1776 e 1778. Após ler um ensaio de Benjamin Franklin sobre "ar inflamável", cuidadosamente procurou-o em Itália. Em novembro de 1776, Volta encontrou metano no Lago Maior, e em 1778 ele conseguiu isolar esse gás.

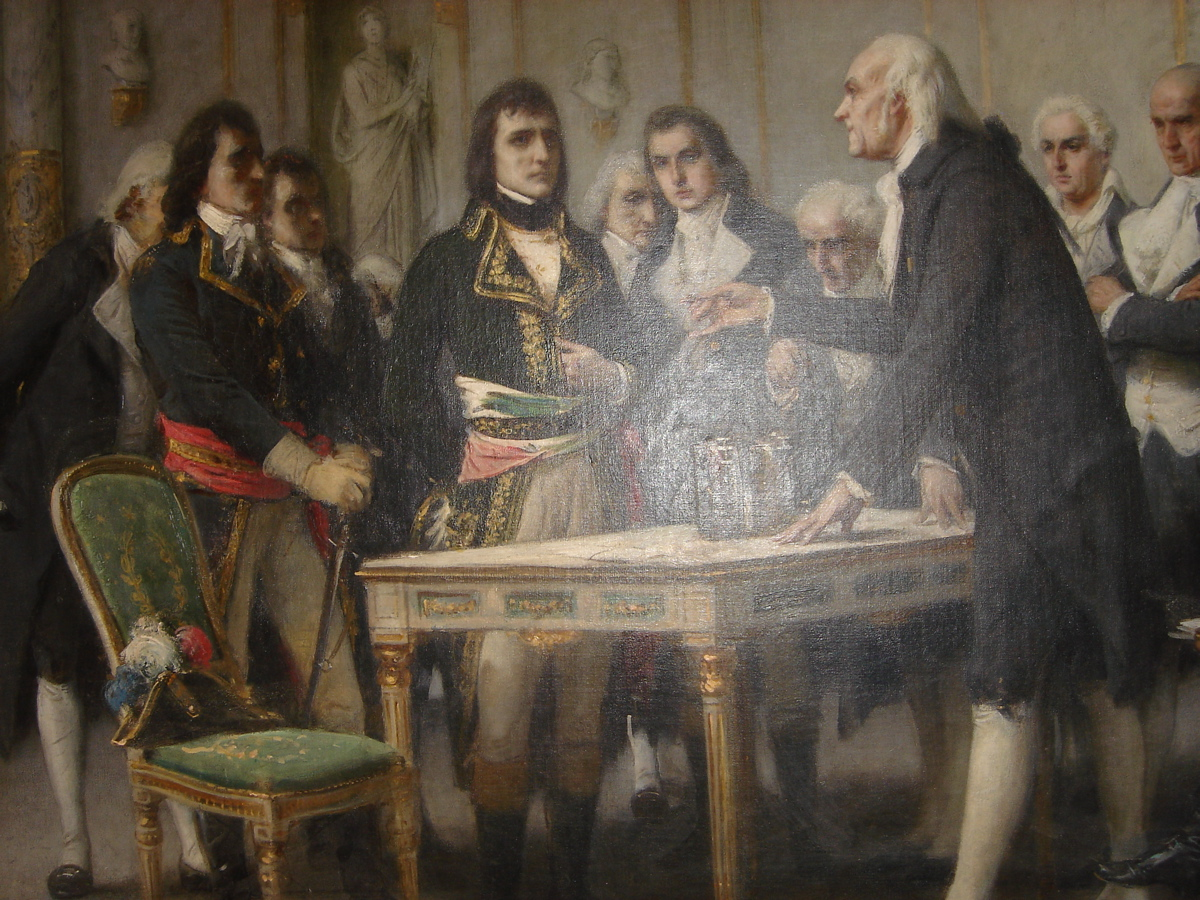
Volta explica o princípio da "coluna elétrica" a Napoleão Bonaparte em 1801

Em 1779, tornou-se professor de física na Universidade de Pavia, posição que ocupou durante 25 anos.
Em 1794, Volta casou-se com Teresa Peregrini, filha do conde Ludovico Peregrini. O casal teve três filhos.
Em setembro de 1801, Volta viajou a Paris aceitando um convite do imperador Napoleão Bonaparte, para mostrar as características de seu invento (a pilha de Volta) no Institut de France. Em honra ao seu trabalho no campo de electricidade, Napoleão Bonaparte o nomeou conde em 1810.
Em 1815, o imperador da Áustria' nomeou Volta professor de filosofia na Universidade de Pádua.
Volta está enterrado na cidade de Como, Itália. O "Templo Voltiano" perto do lago de Como é um museu devotado ao trabalho do físico italiano: os seus instrumentos e as publicações originais estão à mostra de todos.

## Volta e Galvani

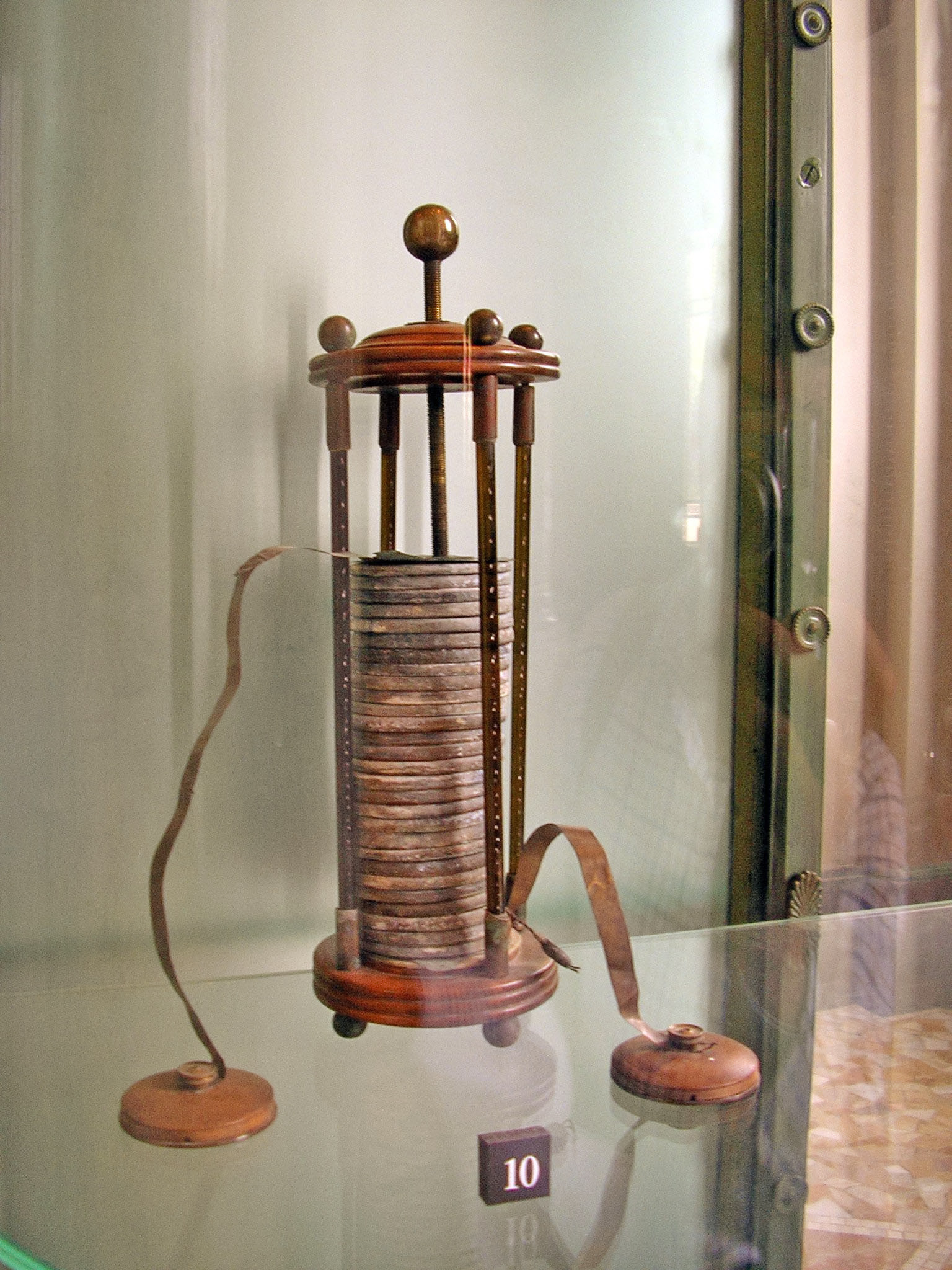
Pilha voltaica em exposição no Templo Voltiano, próximo à casa de Volta em Como

Luigi Galvani, físico italiano, por volta do ano 1800 descobriu algo que ele denominou eletricidade animal. Ele descreveu em sua obra "De Viribus Electricitatis in Motu Musculari Commentarius" diversos experimentos onde estimulava nervos de rãs eletricamente e podia observar sua contração muscular.
Volta fez observações no trabalho de Galvani e realizou também experimentos, concluindo que algo como eletricidade animal não existia, ou seja, que as rãs não produziam eletricidade própria. O que ocorria era que os metais utilizados na conexão dos nervos e músculos da rã estavam gerando a eletricidade que causava as contrações. Volta percebeu que as contrações nos músculos das rãs ocorriam e continuavam por um tempo enquanto havia um circuito de dois metais heterogêneos. Disto ele concluiu que o princípio de excitação residia nos metais. Havia, no entanto, muitos problemas a posição de Volta, pois era difícil de imaginar que o mero contato entre metais diferentes pudesse produzir eletricidade. Concluiu também que a corrente elétrica surgia quando estes metais estavam separados por um meio condutor, como as pernas da rã ou uma solução salina.  De acordo com o físico italiano, o músculo funcionava apenas como um condutor e detector biológico da corrente elétrica. Assim, para combater a tese de Eusébio Valli (que apoiava a interpretação de Galvani) mostrando que era possível produzir contrações em rãs dissecadas sem o uso de nenhum metal, Volta deu uma interpretação simples: supôs que qualquer sequência de condutores diferentes (metálicos ou não) poderia gerar efeitos elétricos. Mesmo assim, para Volta provar sua teoria, precisaria encontrar um meio de detectar algum efeito elétrico sem utilizar nenhum material orgânico.
No entanto nenhum eletroscópio indicava qualquer efeito quando conectado às rãs ou a um par elétrico, desta forma Volta supôs que tal eletricidade era muito fraca, e assim tendo que  descobrir qual a menor tensão de eletricidade tomum (produzida por atrito) que era capaz de produzir tais efeitos nas rãs. Para medir menores tensões elétricas  Volta desenvolveu um condensador elétrico que seria capaz de afetar um eletrômetro.
E utilizando tal aparelho, em 1796, foi capaz de detectar uma fraca tensão elétrica produzida por um par elétrico, e sua interpretação: cada metal ou substancia condutora possui afinidade ou atração especifica pela eletricidade. Desta forma um se torna mais carregado que o outro, e quando conectados por um condutor úmido, fluindo uma fraca corrente de eletricidade de um para o outro, de forma constante. Desta maneira tal experimento foi o bastante para Volta para provar sua hipótese.
Posteriormente, na tentativa de produzir efeitos elétricos mais fortes, a partir de pares metálicos, nasceu o que chamaremos de pilha.
Volta descobriu então que uma força eletromotriz seria gerada quando dois metais heterogêneos eram colocados em contato. Em 1800 Volta idealizou a pilha voltaica, predecessora da bateria elétrica, onde ele dispôs diversos discos metálicos empilhados em série, separados por discos de feltro encharcados de solução condutora. A pilha de discos alternados de cobre e de zinco, separados por discos de papelão úmido foi a primeira bateria elétrica e também a primeira fonte geradora de um fluxo contínuo de energia elétrica.
Volta determinou que os melhores pares de metais heterogêneos, disponíveis na época, para a produção de electricidade eram o zinco e o cobre. Aumentando o numero de discos e separando-os por tais tecidos embebidos em solução condutora, observou ainda que a intensidade obtida era proporcional ao número de pares.
Entre o período de 1800 a 1815, após a invenção da pilha, aconteceu uma grande evolução na área da eletroquímica.

## Física e Biologia
A eletrofisiologia surgiu por influência dos estudos sobre eletricidade. Pelos experimentos de Galvani e Volta foi observado que as contrações musculares eram provocadas por eletricidade, levando cientistas a estudar o fenômeno e suspeitar que a eletricidade fosse importante para o sistema nervoso.
Volta testou seu aparato em diferentes partes de seu corpo, incluindo orelhas e olhos. Chegou a testar a lâmina metálica colocando-a dentro da boca. Ele acreditou que sua descoberta seria particularmente interessante para a medicina. Um exemplo que foi interessante para a medicina relacionado ao experimento de Volta, é a estimulação elétrica cerebral transcraniana (EMT), que vem sendo utilizado nos dias atuais para tratar diversas doenças neuropsiquiátricas. A estimulação elétrica transcraniana (EMT) consiste em realizar estímulos elétricos e magnéticos que excitam ou inibem zonas do cérebro de forma indolor e não invasiva para um restabelecimento do funcionamento cerebral relacionado ao tratamento em questão.
Implantes cocleares estão disponíveis desde os anos 1980, mas a ideia de usar estímulos elétricos para ativar o sistema auditivo de indivíduos não é tão nova. Em 1800, Volta relatou que a estimulação elétrica com hastes de metal inseridas em seu canal auditivo criou uma sensação sonora que descreveu como um estrondo no interior da sua cabeça seguido de um som similar ao “som de ebulição de uma sopa grossa”. Estas observações incentivaram tentativas esporádicas na investigação do fenômeno, ao longo dos 50 anos seguintes, sendo Volta um dos precursores nesta área.
Volta pode ter realmente ouvido o som de ebulição de uma sopa por causa das bolhas de eletrólise com a sua corrente contínua através da solução salina em seus canais auditivos. Ele também pode realmente ter estimulado o nervo auditivo. Ele pode ainda ter experimentado audição eletrofônica - um fenômeno sensorial peculiar ao ouvido que na verdade é apenas uma outra via para a estimulação acústica da audição.
Experimentos envolvendo estímulos elétricos em tecidos humanos utilizando pilhas voltaicas também foram realizados pelo cientista italiano Giovanni Aldini, sobrinho de Galvani, em 1802. Ele aplicava correntes elétricas em cabeças de cadáveres em espetáculos públicos demonstrando que olhos piscavam e arregalavam, as línguas se movimentavam e as expressões faciais se alteravam. Neste caso pensava-se ainda que o cérebro estava sendo estimulado, porém eram apenas os nervos da face, pois a corrente elétrica não atravessava os ossos do crânio.
A pilha voltaica foi ainda utilizada por outros cientistas, como o médico e fisiologista Luigi Rolando (1773-1831), que estimulou o cérebro humano, concluindo que partes do órgão eram eletricamente estimuláveis, dando inicio e abrindo caminho para a área da neurociência.

## A primeira bateria

A pilha de Volta

Ao anunciar sua descoberta da bateria, Volta prestou homenagem Às influências de William Nicholson, Tiberius Cavallo e Abraham Bennet.
A bateria desenvolvida por Volta é considerada a primeira célula eletroquímica. Consiste de dois eletrodos: um feito de zinco, outro feito de cobre. O eletrólito é o ácido sulfúrico misturado com água ou na forma de uma solução salina. O eletrólito existe na forma de {\displaystyle {\ce {2H+}}}e {\displaystyle {\ce {SO4^2-}}}. O zinco, que é mais alto na série eletroquímica que o cobre e que o hidrogênio, reage com o sulfato ({\displaystyle {\ce {SO4^2-}}}) carregado negativamente. Os íons de hidrogênio positivamente carregados (prótons) capturam elétrons do cobre, formando bolhas de gás hidrogênio ({\displaystyle {\ce {H2}}}). Isto faz a haste de zinco o eletrodo negativo (ânion) e a haste de cobre o eletrodo positivo (cátion).
Então, há dois terminais, e uma corrente elétrica flui se eles estão conectados. A reação química nessa célula é como segue:

### Zinco
{\displaystyle {\ce {Zn -> Zn^2+ + 2e-}}}

### Ácido Sulfúrico
{\displaystyle {\ce {2H+ + 2e- -> H2}}}
O cobre não reage, mas funciona como um eletrodo para a corrente elétrica.
Porém, esta célula tem algumas desvantagens. É insegura para manusear, uma vez que o ácido sulfúrico é perigoso, mesmo quando diluído. Também, a potência da célula diminui com o tempo, pois o gás hidrogênio não é liberado. Ao contrário, ele acumula-se na superfície do eletrodo de cobre e forma uma barreira entre o metal e o eletrólito.

## Homenagens póstumas
Em 1881, uma unidade eléctrica fundamental, o volt, foi nomeada em homenagem a Volta. Volta aparecia nas antigas notas de dez mil liras italianas, hoje fora de circulação. Também em sua homenagem, uma cratera lunar recebeu o seu nome.
O legado deixado por Volta também pode ser lembrado através do memorial do Tempio Voltiano, um museu inaugurado em 1928, situado na cidade de Como, na Itália. É um dos museus mais visitados no local. Próximo está a Villa Olmo, que abriga a fundação Voltian, uma organização que promove atividades científicas.

## Publicações

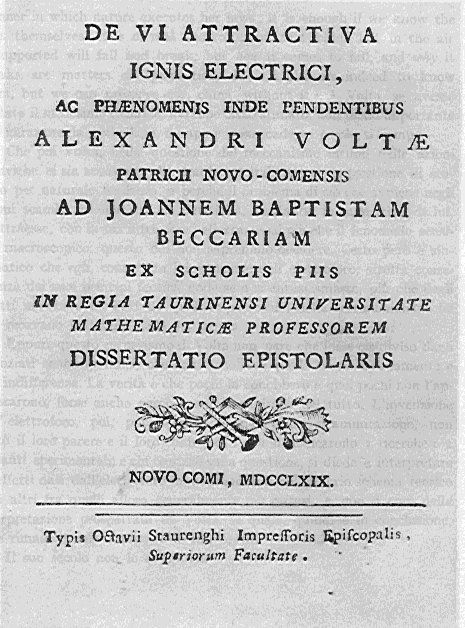
Primeira página do De vi atrativo ignis electrici

- De vi attractiva ignis electrici, ac phaenomenis inde pendentibus [A força de atração de um fogo elétrico e os fenômenos resultantes] (em latim). Novo Comi: Typis Octavii Staurenghi. 1769. OCLC 1419897

### Coleções menos conhecidas
- Briefe über thierische elektricität (1900) (Letters about thieric electricity, disponível nas bibliotecas Worldcat.org, Leipzig, W. Engelmann, editor)
- Untersuchungen über den Galvanismus, 1796 bis 1800 (Studies on Galvanism, disponível nas bibliotecas Worldcat.org)
- Del modo di render sensibilissima la più debole elettricità sia naturale, sia artificiale (Of the method of rendering very sensible the weakest natural or artificial electricity Pelo Mr. Alexander Volta, Professor de Filosofia Experimental em Como, &c. Disponível na Royal Society, 14 março de 1782, mantido nas bibliotecas do Worldcat)